# قهرمانی جودو جهان ۲۰۱۳
قهرمانی جودو جهان ۲۰۱۳ سی و دومین دوره از رقابت‌های قهرمانی جهان می‌باشد که از ۲۶ اوت تا ۱ سپتامبر ۲۰۱۳ در ریو دو ژانیرو، برزیل برگزار گردید.

## برنامه زمانی
تمام زمان‌ها براساس (UTC−۳) می‌باشد.
| تاریخ رویداد | زمان شروع | جزئیات رویداد |
| ------------ | --------- | ------------- |
| ۲۶ اوت       | ۱۰:۰۰     | مردان ۶۰– ک‌گ  |
| ۲۶ اوت       | ۱۰:۰۰     | زنان ۴۸– ک‌گ   |
| ۲۷ اوت       | ۱۰:۰۰     | مردان ۶۶– ک‌گ  |
| ۲۷ اوت       | ۱۰:۰۰     | زنان ۵۲– ک‌گ   |
| ۲۸ اوت       | ۱۰:۰۰     | مردان ۷۳– ک‌گ  |
| ۲۸ اوت       | ۱۰:۰۰     | زنان ۵۷– ک‌گ   |
| ۲۹ اوت       | ۱۰:۰۰     | مردان ۸۱– ک‌گ  |
| ۲۹ اوت       | ۱۰:۰۰     | زنان ۶۳– ک‌گ   |
| ۳۰ اوت       | ۰۹:۰۰     | مردان ۹۰– ک‌گ  |
| ۳۰ اوت       | ۰۹:۰۰     | زنان ۷۰– ک‌گ   |
| ۳۰ اوت       | ۰۹:۰۰     | زنان ۷۸– ک‌گ   |
| ۳۱ اوت       | ۰۹:۰۰     | مردان ۱۰۰– ک‌گ |
| ۳۱ اوت       | ۰۹:۰۰     | مردان ۱۰۰+ ک‌گ |
| ۳۱ اوت       | ۰۹:۰۰     | زنان ۷۸+ ک‌گ   |
| ۱ سپتامبر    | ۰۹:۰۰     | تیمی مردان    |
| ۱ سپتامبر    | ۰۹:۰۰     | تیمی زنان     |

## خلاصه مدال‌ها

### مردان
| رویداد                 | طلا | نقره | برنز                                                                                                   |
| خیلی-سبک‌وزن (۶۰ ک‌گ)    | نائوهیسا تاکاتو · ژاپن | Dashdavaagiin Amartüvshin · مغولستان | Kim Won-Jin · کرهٔ جنوبی                                                                                |
| خیلی-سبک‌وزن (۶۰ ک‌گ)    | نائوهیسا تاکاتو · ژاپن | Dashdavaagiin Amartüvshin · مغولستان | Orkhan Safarov · آذربایجان                                                                             |
| نیمه-سبک‌وزن (۶۶ ک‌گ)    | ماساشی ابینوما · ژاپن | Azamat Mukanov · قزاقستان | Masaaki Fukuoka · ژاپن                                                                                 |
| نیمه-سبک‌وزن (۶۶ ک‌گ)    | ماساشی ابینوما · ژاپن | Azamat Mukanov · قزاقستان | Georgii Zantaraia · اوکراین                                                                            |
| سبک‌وزن (۷۳ ک‌گ)         | شوهه اونو · ژاپن | اوگو لوگران · فرانسه | دیرک فن تیخلت · بلژیک                                                                                  |
| سبک‌وزن (۷۳ ک‌گ)         | شوهه اونو · ژاپن | اوگو لوگران · فرانسه | Dex Elmont · هلند                                                                                      |
| نیمه-میان‌وزن (۸۱ ک‌گ)   | Loïc Pietri · فرانسه | Avtandil Tchrikishvili · گرجستان | Ivan Vorobev · روسیه                                                                                   |
| نیمه-میان‌وزن (۸۱ ک‌گ)   | Loïc Pietri · فرانسه | Avtandil Tchrikishvili · گرجستان | Alain Schmitt · فرانسه                                                                                 |
| میان‌وزن (۹۰ ک‌گ)        | آسلی گونزالس · کوبا | وارلام لیپارتلیانی · گرجستان | الیاس الیادیس · یونان                                                                                  |
| میان‌وزن (۹۰ ک‌گ)        | آسلی گونزالس · کوبا | وارلام لیپارتلیانی · گرجستان | Kirill Denisov · روسیه                                                                                 |
| نیمه-سنگین‌وزن (۱۰۰ ک‌گ) | Elkhan Mammadov · آذربایجان | هنک خرول · هلند | لوکاش کرپالک · چک                                                                                      |
| نیمه-سنگین‌وزن (۱۰۰ ک‌گ) | Elkhan Mammadov · آذربایجان | هنک خرول · هلند | دمیتری پترس · آلمان                                                                                    |
| سنگین‌وزن (۱۰۰+ ک‌گ)     | تدی رینر · فرانسه | رافائل سیلوا · برزیل | فیصل جاب الله · تونس                                                                                   |
| سنگین‌وزن (۱۰۰+ ک‌گ)     | تدی رینر · فرانسه | رافائل سیلوا · برزیل | آندریاس تولزر · آلمان                                                                                  |
| تیمی                   | گرجستان · لاشا شاوداتواشویلی · Amiran Papinashvili · Zebeda Rekhviashvili · Avtandil Tchrikishvili · وارلام لیپارتلیانی · Adam Okruashvili | روسیه · Alim Gadanov · Denis Yartsev · Murat Kodzokov · Sirazhudin Magomedov · ایوان نیفونتوف · Kirill Denisov · Yuri Panasenkov · الکساندر میخایلین · Renat Saidov | ژاپن · Masaaki Fukuoka · شوهه اونو · Keita Nagashima · ماساشی نیشیاما · Ryu Shichinohe                 |
| تیمی                   | گرجستان · لاشا شاوداتواشویلی · Amiran Papinashvili · Zebeda Rekhviashvili · Avtandil Tchrikishvili · وارلام لیپارتلیانی · Adam Okruashvili | روسیه · Alim Gadanov · Denis Yartsev · Murat Kodzokov · Sirazhudin Magomedov · ایوان نیفونتوف · Kirill Denisov · Yuri Panasenkov · الکساندر میخایلین · Renat Saidov | آلمان · Sebastian Seidl · Tobias Englmaier · Igor Wandtke · Sven Maresch · Marc Odenthal · دمیتری پترس |

### زنان
| رویداد                | طلا                                                                                   | نقره | برنز |
| خیلی-سبک‌وزن (۴۸ ک‌گ)   | Mönkhbatyn Urantsetseg · مغولستان                                                     | Haruna Asami · ژاپن | شارلین فن اسنیک · بلژیک                                                                                                |
| خیلی-سبک‌وزن (۴۸ ک‌گ)   | Mönkhbatyn Urantsetseg · مغولستان                                                     | Haruna Asami · ژاپن | سارا منزس · برزیل |
| نیمه-سبک‌وزن (۵۲ ک‌گ)   | مایلیندا کلمندی · کوزوو                                                               | Erika Miranda · برزیل | Mareen Kräh · آلمان |
| نیمه-سبک‌وزن (۵۲ ک‌گ)   | مایلیندا کلمندی · کوزوو                                                               | Erika Miranda · برزیل | Yuki Hashimoto · ژاپن                                                                                                  |
| سبک‌وزن (۵۷ ک‌گ)        | رافائلا سیلوا · برزیل                                                                 | Marti Malloy · ایالات متحده آمریکا                                                                                              | Vlora Bedeti · اسلوونی                                                                                                 |
| سبک‌وزن (۵۷ ک‌گ)        | رافائلا سیلوا · برزیل                                                                 | Marti Malloy · ایالات متحده آمریکا                                                                                              | Miryam Roper · آلمان                                                                                                   |
| نیمه-میان‌وزن (۶۳ ک‌گ)  | یاردن جربی · اسرائیل                                                                  | کلاریس اگبگننو · فرانسه | ژروایس امان · فرانسه                                                                                                   |
| نیمه-میان‌وزن (۶۳ ک‌گ)  | یاردن جربی · اسرائیل                                                                  | کلاریس اگبگننو · فرانسه | آنیکا فن آمدن · هلند                                                                                                   |
| میان‌وزن (۷۰ ک‌گ)       | یوری الوار · کلمبیا                                                                   | لاورا وارگاس کوخ · آلمان | Kim Polling · هلند |
| میان‌وزن (۷۰ ک‌گ)       | یوری الوار · کلمبیا                                                                   | لاورا وارگاس کوخ · آلمان | Kim Seong-Yeon · کرهٔ جنوبی                                                                                             |
| نیمه-سنگین‌وزن (۷۸ ک‌گ) | Sol Kyong · کرهٔ شمالی                                                                 | Marhinde Verkerk · هلند | ماریا آگویار · برزیل                                                                                                   |
| نیمه-سنگین‌وزن (۷۸ ک‌گ) | Sol Kyong · کرهٔ شمالی                                                                 | Marhinde Verkerk · هلند | اودره چومئو · فرانسه                                                                                                   |
| سنگین‌وزن (۷۸+ ک‌گ)     | ایدالیس اورتیز · کوبا                                                                 | Maria Suelen Altheman · برزیل                                                                                                   | Megumi Tachimoto · ژاپن                                                                                                |
| سنگین‌وزن (۷۸+ ک‌گ)     | ایدالیس اورتیز · کوبا                                                                 | Maria Suelen Altheman · برزیل                                                                                                   | Lee Jung-Eun · کرهٔ جنوبی                                                                                               |
| تیمی                  | ژاپن · Yuki Hashimoto · Anzu Yamamoto · Kana Abe · هاروکا تاچیموتو · Megumi Tachimoto | برزیل · Erika Miranda · رافائلا سیلوا · Katherine Campos · Maria Portela · ماریا آگویار · Maria Suelen Altheman · Mariana Silva | کوبا · Maria Celia Laborde · یانت برموی · Maricet Espinosa · Onix Cortés Aldama · ایدالیس اورتیز                       |
| تیمی                  | ژاپن · Yuki Hashimoto · Anzu Yamamoto · Kana Abe · هاروکا تاچیموتو · Megumi Tachimoto | برزیل · Erika Miranda · رافائلا سیلوا · Katherine Campos · Maria Portela · ماریا آگویار · Maria Suelen Altheman · Mariana Silva | فرانسه · Laëtitia Payet · اوتون پاویا · Hélène Receveaux · کلاریس اگبگننو · ژروایس امان · Lucie Louette · امیلی آندئول |

## جدول مدال‌ها
*   کشور میزبان (برزیل)
| رتبه            | کشور                | طلا | نقره | برنز | مجموع |
| --------------- | ------------------- | --- | ---- | ---- | ----- |
| ۱               | ژاپن                | ۴   | ۱    | ۴    | ۹     |
| ۲               | فرانسه              | ۲   | ۲    | ۴    | ۸     |
| ۳               | کوبا                | ۲   | ۰    | ۱    | ۳     |
| ۴               | برزیل*              | ۱   | ۴    | ۲    | ۷     |
| ۵               | گرجستان             | ۱   | ۲    | ۰    | ۳     |
| ۶               | مغولستان            | ۱   | ۱    | ۰    | ۲     |
| ۷               | آذربایجان           | ۱   | ۰    | ۱    | ۲     |
| ۸               | اسرائیل             | ۱   | ۰    | ۰    | ۱     |
| ۸               | کرهٔ شمالی           | ۱   | ۰    | ۰    | ۱     |
| ۸               | کلمبیا              | ۱   | ۰    | ۰    | ۱     |
| ۸               | کوزوو               | ۱   | ۰    | ۰    | ۱     |
| ۱۲              | هلند                | ۰   | ۲    | ۳    | ۵     |
| ۱۳              | آلمان               | ۰   | ۱    | ۵    | ۶     |
| ۱۴              | روسیه               | ۰   | ۱    | ۲    | ۳     |
| ۱۵              | ایالات متحده آمریکا | ۰   | ۱    | ۰    | ۱     |
| ۱۵              | قزاقستان            | ۰   | ۱    | ۰    | ۱     |
| ۱۷              | کرهٔ جنوبی           | ۰   | ۰    | ۳    | ۳     |
| ۱۸              | بلژیک               | ۰   | ۰    | ۲    | ۲     |
| ۱۹              | اسلوونی             | ۰   | ۰    | ۱    | ۱     |
| ۱۹              | اوکراین             | ۰   | ۰    | ۱    | ۱     |
| ۱۹              | تونس                | ۰   | ۰    | ۱    | ۱     |
| ۱۹              | چک                  | ۰   | ۰    | ۱    | ۱     |
| ۱۹              | یونان               | ۰   | ۰    | ۱    | ۱     |
| مجموع (۲۳ کشور) | مجموع (۲۳ کشور)     | ۱۶  | ۱۶   | ۳۲   | ۶۴    |